# Mistrzostwa Świata w Hokeju na Lodzie 2019 (I Dywizja)
Mistrzostwa Świata w Hokeju na Lodzie I Dywizji 2019 rozegrane zostały w dniach 29 kwietnia – 5 maja (Grupa A) i 28 kwietnia – 4 maja (Grupa B).
Do mistrzostw I Dywizji przystąpiło 12 zespołów, które zostały podzielone na dwie grupy po sześć zespołów. Zgodnie z formatem zawody I Dywizji odbyły się w dwóch grupach: Grupa A w Kazachstanie (Nur-Sułtan), zaś grupa B w Estonii (Tallinn). Reprezentacje rywalizowały systemem każdy z każdym.
Hale, w których zorganizowano zawody:
- Barys Arena w Nur-Sułtanie – Dywizja IA,
- Tondiraba jäähall w Tallinnie – Dywizja IB.

## Grupa A
Do mistrzostw świata elity w 2020 z Grupy A awansowały dwie pierwsze reprezentacje. Ostatni zespół Grupy A został zdegradowany.
| 29 kwietnia 2018 | Węgry | 1:5 | Korea Południowa | Barys Arena, Nur-Sułtan |

| Szczegóły      | Szczegóły          | Szczegóły       | Szczegóły | Szczegóły |
| -------------- | ------------------ | --------------- | --- | --- |
| Godzina: 08:30 | J. Hári (EQ) 15:46 | (1:1, 0:2, 0:2) | 15:01 (EQ) S. Sang-hoon 21:42 (EQ) A. Jin-Hui 28:06 (PP) K. Sang-wook 48:48 (EQ) K. Ki-sung 49:29 (EQ) K. Sang-wook | Widzów: 922 Sędzia główny: Alexandre Garon Roy Stian Hansen Sędziowie liniowi: Nicolas Constantineau Markus Hägerström |
| Godzina: 08:30 | 20 min. kar        |                 | 8 min. kar | Widzów: 922 Sędzia główny: Alexandre Garon Roy Stian Hansen Sędziowie liniowi: Nicolas Constantineau Markus Hägerström |

| 29 kwietnia 2018 | Litwa | 3:4 | Białoruś | Barys Arena, Nur-Sułtan |

| Szczegóły      | Szczegóły                                                           | Szczegóły       | Szczegóły                                                                                 | Szczegóły |
| -------------- | ------------------------------------------------------------------- | --------------- | ----------------------------------------------------------------------------------------- | --- |
| Godzina: 12:00 | D. Bogdziul (SH) 02:52 D. Zubrus (EQ) 08:23 P. Gintautas (EQ) 52:34 | (2:3, 0:0, 1:1) | 08:51 (EQ) S. Łopaczuk 15:52 (EQ) S. Malawko 16:35 (EQ) G. Platt 43:00 (EQ) M. Feoktistou | Widzów: 625 Sędzia główny: Christoffer Holm Jurij Oskirko Sędziowie liniowi: Frederic Monnaie Tobias Nordlander |
| Godzina: 12:00 | 4 min. kar                                                          |                 | 2 min. kar                                                                                | Widzów: 625 Sędzia główny: Christoffer Holm Jurij Oskirko Sędziowie liniowi: Frederic Monnaie Tobias Nordlander |

| 29 kwietnia | Słowenia | 2:3 | Kazachstan | Barys Arena, Nur-Sułtan |

| Szczegóły      | Szczegóły                                 | Szczegóły       | Szczegóły                                                              | Szczegóły                                                                                                |
| -------------- | ----------------------------------------- | --------------- | ---------------------------------------------------------------------- | --- |
| Godzina: 15:30 | A. Kuralt (EQ) 38:03 D. Rodman (PP) 38:24 | (0:3, 2:0, 0:0) | 03:54 (PP) N. Michajlis 09:45 (EQ) A. Nekraych 15:09 (PP) N. Michajlis | Widzów: 7923 Sędzia główny: Robin Šir Kristian Vikman Sędziowie liniowi: Roman Výleta Alexander Waldejer |
| Godzina: 15:30 | 10 min. kar                               |                 | 4 min. kar                                                             | Widzów: 7923 Sędzia główny: Robin Šir Kristian Vikman Sędziowie liniowi: Roman Výleta Alexander Waldejer |

| 30 kwietnia | Korea Południowa | 5:3 | Słowenia | Barys Arena, Nur-Sułtan |

| Szczegóły      | Szczegóły | Szczegóły       | Szczegóły                                                           | Szczegóły |
| -------------- | --- | --------------- | ------------------------------------------------------------------- | --- |
| Godzina: 12:00 | K. Ki-sung (EQ) 04:35 K. Won-jun (EQ) 27:40 K. Sang-wook (PP) 29:32 K. Hyun-soo (EQ) 30:08 S. Sang-hoon (EN) 59:22 | (1:3, 3:0, 1:0) | 08:32 (PP) D. Rodman 12:05 (PP) K. Ograjenšek 16:03 (EQ) R. Sabolič | Widzów: 780 Sędzia główny: Christoffer Holm Marc Alain Wiegand Sędziowie liniowi: Frederic Monnaie Tobias Nordlander |
| Godzina: 12:00 | 12 min. kar |                 | 4 min. kar                                                          | Widzów: 780 Sędzia główny: Christoffer Holm Marc Alain Wiegand Sędziowie liniowi: Frederic Monnaie Tobias Nordlander |

| 30 kwietnia | Białoruś | 3:1 | Węgry | Barys Arena, Nur-Sułtan |

| Szczegóły      | Szczegóły                                                            | Szczegóły       | Szczegóły           | Szczegóły                                                                                         |
| -------------- | -------------------------------------------------------------------- | --------------- | ------------------- | ------------------------------------------------------------------------------------------------- |
| Godzina: 15:30 | M. Feoktistou (EQ) 04:32 J. Lisawiec (EQ) 29:49 G. Platt (PP2) 45:29 | (1:0, 1:0, 1:1) | 54:31 (EQ) V. Galló | Widzów: 648 Sędzia główny: Robin Šír Krystian Vikman Sędziowie liniowi: Park Jun-soo Roman Výleta |
| Godzina: 15:30 | 8 min. kar                                                           |                 | 4 min. kar          | Widzów: 648 Sędzia główny: Robin Šír Krystian Vikman Sędziowie liniowi: Park Jun-soo Roman Výleta |

| 1 maja | Kazachstan | 3:1 | Litwa | Barys Arena, Nur-Sułtan |

| Szczegóły      | Szczegóły                                                        | Szczegóły       | Szczegóły             | Szczegóły |
| -------------- | ---------------------------------------------------------------- | --------------- | --------------------- | --- |
| Godzina: 12:30 | D. Boyd (PP) 10:13 N. Kleszczenko (EQ) 31:21 D. Dietz (PP) 59:21 | (1:0, 1:0, 1:1) | 41:25 (EQ) A. Domeika | Widzów: 7265 Sędzia główny: Alexandre Garon Marc Alain Wiegand Sędziowie liniowi: Markus Hägerström Alexander Waldejer |
| Godzina: 12:30 |                                                                  | 6 min. kar      |                       | Widzów: 7265 Sędzia główny: Alexandre Garon Marc Alain Wiegand Sędziowie liniowi: Markus Hägerström Alexander Waldejer |

| 2 maja | Litwa | 1:4 | Węgry | Barys Arena, Nur-Sułtan |

| Szczegóły      | Szczegóły                   | Szczegóły       | Szczegóły                                                                               | Szczegóły |
| -------------- | --------------------------- | --------------- | --------------------------------------------------------------------------------------- | --- |
| Godzina: 08:30 | T. Kumeliauskaus (PP) 18:59 | (1:2, 0:2, 0:0) | 08:42 (EQ) I. Bartalis 15:26 (EQ) I. Bartalis 26:14 (PP) C. Erdély 36:04 (EQ) I. Sofron | Widzów: 513 Sędzia główny: Roy Stian Hansen Christoffer Holm Sędziowie liniowi: Frederic Monnaie Tobias Nordlander |
| Godzina: 08:30 | 4 min. kar                  |                 | 31 min. kar                                                                             | Widzów: 513 Sędzia główny: Roy Stian Hansen Christoffer Holm Sędziowie liniowi: Frederic Monnaie Tobias Nordlander |

| 2 maja | Białoruś | 4:1 | Słowenia | Barys Arena, Nur-Sułtan |

| Szczegóły      | Szczegóły                                                                                    | Szczegóły       | Szczegóły             | Szczegóły |
| -------------- | -------------------------------------------------------------------------------------------- | --------------- | --------------------- | --- |
| Godzina: 12:00 | J. Szaranhowicz (PP) 03:24 A. Jawienka (EQ) 45:42 G. Platt (EQ) 49:12 A. Dzaimkou (EN) 58:49 | (1:0, 0:0, 3:1) | 43:30 (EQ) R. Sabolič | Widzów: 555 Sędzia główny: Alexandre Garon Marc Alain Wiegand Sędziowie liniowi: Markus Hägerström Park Jun-soo |
| Godzina: 12:00 | 12 min. kar                                                                                  |                 | 6 min. kar            | Widzów: 555 Sędzia główny: Alexandre Garon Marc Alain Wiegand Sędziowie liniowi: Markus Hägerström Park Jun-soo |

| 2 maja | Korea Południowa | 1:4 | Kazachstan | Barys Arena, Nur-Sułtan |

| Szczegóły      | Szczegóły              | Szczegóły       | Szczegóły                                                                                         | Szczegóły |
| -------------- | ---------------------- | --------------- | ------------------------------------------------------------------------------------------------- | --- |
| Godzina: 15:30 | S. Sang-woo (EQ) 50:13 | (0:2, 0:1, 1:1) | 03:57 (EQ) P. Akolzin 16:46 (EQ) L. Metalnikow 29:45 (EQ) D. Szewczenko 52:30 (EQ) N. Kleszczenko | Widzów: 5766 Sędzia główny: Juri Oskirko Krystian Vikman Sędziowie liniowi: Nicolas Constantineau Roman Výleta |
| Godzina: 15:30 | 4 min. kar             |                 | 6 min. kar                                                                                        | Widzów: 5766 Sędzia główny: Juri Oskirko Krystian Vikman Sędziowie liniowi: Nicolas Constantineau Roman Výleta |

| 3 maja | Węgry | 0:6 | Słowenia | Barys Arena, Nur-Sułtan |

| Szczegóły      | Szczegóły  | Szczegóły       | Szczegóły | Szczegóły |
| -------------- | ---------- | --------------- | --- | --- |
| Godzina: 15:30 |            | (0:1, 0:3, 0:2) | 13:57 (EQ) M. Štebih 20:59 (PP) J. Drozg 23:16 (EQ) J. Drozg 30:22 (EQ) A. Kuralt 54:11 (EQ) A. Kopitar 58:33 (SH) A. Hebar | Widzów: 1012 Sędzia główny: Roy Stian Hansen Jurij Oskirko Sędziowie liniowi: Nicolas Constantineau Park Jun-soo |
| Godzina: 15:30 | 6 min. kar |                 | 6 min. kar | Widzów: 1012 Sędzia główny: Roy Stian Hansen Jurij Oskirko Sędziowie liniowi: Nicolas Constantineau Park Jun-soo |

| 4 maja | Korea Południowa | 1:2 | Litwa | Barys Arena, Nur-Sułtan |

| Szczegóły      | Szczegóły               | Szczegóły       | Szczegóły                                          | Szczegóły |
| -------------- | ----------------------- | --------------- | -------------------------------------------------- | --- |
| Godzina: 10:00 | K. Sang-wook (EQ) 42:26 | (0:1, 0:0, 1:1) | 13:16 (PP) T. Kumeliauskas 49:32 (EQ) P. Gintautas | Widzów: 321 Sędzia główny: Christoffer Holm Kristian Vikman Sędziowie liniowi: Roman Výleta Alexander Waldejer |
| Godzina: 10:00 | 4 min. kar              |                 | 4 min. kar                                         | Widzów: 321 Sędzia główny: Christoffer Holm Kristian Vikman Sędziowie liniowi: Roman Výleta Alexander Waldejer |

| 4 maja | Kazachstan | 3:2 pd. | Białoruś | Barys Arena, Nur-Sułtan |

| Szczegóły      | Szczegóły                                                              | Szczegóły            | Szczegóły                                       | Szczegóły |
| -------------- | ---------------------------------------------------------------------- | -------------------- | ----------------------------------------------- | --- |
| Godzina: 13:30 | N. Michajlis (EQ) 08:36 T. Żajłauow (EQ) 15:12 A. Szestakow (EQ) 63:42 | (2:0, 0:1, 0:1, 1:0) | 26:49 (EQ) A. Dzoamkou 44:16 (EQ) M. Feoktistou | Widzów: 7418 Sędzia główny: Alexander Garon Robin Šír Sędziowie liniowi: Nicolas Constantineau Frederic Monnaie |
| Godzina: 13:30 | 4 min. kar                                                             |                      | 10 min. kar                                     | Widzów: 7418 Sędzia główny: Alexander Garon Robin Šír Sędziowie liniowi: Nicolas Constantineau Frederic Monnaie |

| 5 maja | Słowenia | 9:0 | Litwa | Barys Arena, Nur-Sułtan |

| Szczegóły      | Szczegóły | Szczegóły       | Szczegóły   | Szczegóły |
| -------------- | --- | --------------- | ----------- | --- |
| Godzina: 08:30 | R. Sabolič (EQ) 03:54 J. Drozg (EQ) 16:16 A. Kopitar (EQ) 28:16 T. Čimžar (EQ) 28:48 B. Goličič (EQ) 34:47 K. Ograjenšek (EQ) 39:29 J. Drozg (EQ) 49:05 A. Magovac (EQ) 55:23 J. Drozg (EQ) 59:01 | (2:0, 4:0, 3:0) |             | Widzów: 361 Sędzia główny: Jurij Oskirko Marc Alain Wiegand Sędziowie liniowi: Nicolas Constantineau Park Jun-soo |
| Godzina: 08:30 | 18 min. kar |                 | 10 min. kar | Widzów: 361 Sędzia główny: Jurij Oskirko Marc Alain Wiegand Sędziowie liniowi: Nicolas Constantineau Park Jun-soo |

| 5 maja | Białoruś | 1:4 | Korea Południowa | Barys Arena, Nur-Sułtan |

| Szczegóły      | Szczegóły            | Szczegóły       | Szczegóły                                                                                       | Szczegóły |
| -------------- | -------------------- | --------------- | ----------------------------------------------------------------------------------------------- | --- |
| Godzina: 12:00 | A. Demkow (EQ) 02:39 | (1:0, 0:1, 0:3) | 28:48 (EQ) S. Sang-hoon 49:07 (EQ) S. Sang-hoon 56:36 (EQ) S. Sang-hoon 58:47 (EN) S. Sang-hoon | Widzów: 349 Sędzia główny: Roy Stian Hansen Kristian Vikman Sędziowie liniowi: Frederic Monnaie Alexander Waldejer |
| Godzina: 12:00 | min. kar             |                 | 4 min. kar                                                                                      | Widzów: 349 Sędzia główny: Roy Stian Hansen Kristian Vikman Sędziowie liniowi: Frederic Monnaie Alexander Waldejer |

| 5 maja | Kazachstan | 3:1 | Węgry | Barys Arena, Nur-Sułtan |

| Szczegóły      | Szczegóły                                                              | Szczegóły       | Szczegóły            | Szczegóły |
| -------------- | ---------------------------------------------------------------------- | --------------- | -------------------- | --- |
| Godzina: 15:30 | N. Michajlis (EQ) 23:50 A. Niekriacz (PP) 41:52 J. Rymariew (PP) 57:15 | (0:0, 1:0, 2:1) | 45:51 (EQ) I. Sofron | Widzów: 7096 Sędzia główny: Christoffer Holm Robin Šír Sędziowie liniowi: Markus Hägerström Tobias Nordlander |
| Godzina: 15:30 | 2 min. kar                                                             |                 | 8 min. kar           | Widzów: 7096 Sędzia główny: Christoffer Holm Robin Šír Sędziowie liniowi: Markus Hägerström Tobias Nordlander |

Tabela
| Lp. | Zespół           | M | Pkt | Z | Zd | Pd | P | G+ | G- | +/− |
| --- | ---------------- | - | --- | - | -- | -- | - | -- | -- | --- |
| 1   | Kazachstan       | 5 | 14  | 4 | 1  | 0  | 0 | 16 | 7  | +7  |
| 2   | Białoruś         | 5 | 10  | 3 | 0  | 1  | 1 | 14 | 12 | +2  |
| 3   | Korea Południowa | 5 | 9   | 3 | 0  | 0  | 2 | 16 | 11 | +5  |
| 4   | Słowenia         | 5 | 6   | 2 | 0  | 0  | 3 | 21 | 12 | +9  |
| 5   | Węgry            | 5 | 3   | 1 | 0  | 0  | 4 | 7  | 18 | -11 |
| 6   | Litwa            | 5 | 3   | 1 | 0  | 0  | 4 | 7  | 21 | -14 |

    = awans do elity     = utrzymanie w I dywizji grupy A     = spadek do I dywizji grupy B
Statystyki indywidualne
- Klasyfikacja strzelców:  Shin Sang-hoon: 6 goli[2]
- Klasyfikacja asystentów:  Anže Kopitar: 5 asyst[3]
- Klasyfikacja kanadyjska:  Jan Drozg: 7 punktów[4]
- Klasyfikacja kanadyjska obrońców:  Darren Dietz 5 punktów[5]
- Klasyfikacja +/−:  Jan Drozg: +7[6]
- Klasyfikacja skuteczności interwencji bramkarzy:  Luka Gračnar: 96,51%[7]
- Klasyfikacja średniej goli straconych na mecz bramkarzy:  Luka Gračnar: 96,51%
- Klasyfikacja minut kar:  János Hári: 27 minut[8]

Nagrody indywidualne
Dyrektoriat turnieju wybrał trójkę najlepszych zawodników, po jednym na każdej pozycji:
- Bramkarz:  Matt Dalton
- Obrońca:  Darren Dietz
- Napastnik:  Geoff Platt

Dziennikarze wybrali szóstkę zawodników składu gwiazd turnieju:
- Bramkarz:  Matt Dalton
- Obrońcy:  Darren Dietz,  Leonid Mietalnikow
- Napastnicy:  Nikita Michajlis,  Geoff Platt,  Kim Sang-wook
- Najbardziej Wartościowy Zawodnik (MVP):  Nikita Michajlis

## Grupa B
Do mistrzostw świata I Dywizji w 2020 z Grupy B awansowała pierwsza drużyna. Ostatni zespół Grupy B został zdegradowany.
| 28 kwietnia | Ukraina | 2:3 | Japonia | Lodowa Hala Tondiraba, Tallinn |

| Szczegóły      | Szczegóły                                             | Szczegóły       | Szczegóły                                                   | Szczegóły                                                                               |
| -------------- | ----------------------------------------------------- | --------------- | ----------------------------------------------------------- | --------------------------------------------------------------------------------------- |
| Godzina: 12:00 | W. Lalka (EQ) 08:16 P. Pangiełow-Jułdaszew (EQ) 39:46 | (1:2, 1:1, 0:0) | 04:43 (EQ) Y. Hirano 12:52 (EQ) K. Sato 37:42 (EQ) T. Saito | Widzów: 450 Sędzia główny: Mads Frandsen Sędziowie liniowi: Toivo Tilku Jewgienij Judin |
| Godzina: 12:00 | 6 min. kar                                            |                 | 22 min. kar                                                 | Widzów: 450 Sędzia główny: Mads Frandsen Sędziowie liniowi: Toivo Tilku Jewgienij Judin |

| 28 kwietnia | Rumunia | 4:3 pk. | Estonia | Lodowa Hala Tondiraba, Tallinn |

| Szczegóły      | Szczegóły                                                                            | Szczegóły                 | Szczegóły                                                    | Szczegóły                                                                                |
| -------------- | ------------------------------------------------------------------------------------ | ------------------------- | ------------------------------------------------------------ | ---------------------------------------------------------------------------------------- |
| Godzina: 15:30 | S. Rokaly (EQ) 07:22 A. Goga (EQ) 18:14 P. Borysenko (EQ) 42:24 S. Rokaly (PS) 65:00 | (2:0, 0:2, 1:1, 0:0, 1:0) | 27:26 (EQ) A. Makrov 30:33 (EQ) R. Rooba 49:24 (EQ) S. Kerna | Widzów: 1543 Sędzia główny: Kristijan Nikolić Sędziowie liniowi: Jake Davis Jonas Merten |
| Godzina: 15:30 | 6 min. kar                                                                           |                           | 6 min. kar                                                   | Widzów: 1543 Sędzia główny: Kristijan Nikolić Sędziowie liniowi: Jake Davis Jonas Merten |

| 28 kwietnia | Holandia | 1:8 | Polska | Lodowa Hala Tondiraba, Tallinn |

| Szczegóły      | Szczegóły          | Szczegóły       | Szczegóły | Szczegóły                                                                                         |
| -------------- | ------------------ | --------------- | --- | ------------------------------------------------------------------------------------------------- |
| Godzina: 19:00 | E. Klem (EQ) 13:06 | (1:1, 0:2, 0:5) | 17:40 (EQ) B. Neupauer 33:34 (PP) F. Komorski 35:42 (EQ) A. Łyszczarczyk 41:59 (EQ) F. Komorski 44:00 (EQ) P. Wronka 46:31 (EQ) K. Dziubiński 48:00 (EQ) A. Domogała 50:03 (EQ) B. Neupauer | Widzów: 352 Sędzia główny: Geoffrey Barcelo Sędziowie liniowi: Ivan Nedeljković Gašper Jaka Zganc |
| Godzina: 19:00 | 4 min. kar         |                 | 6 min. kar | Widzów: 352 Sędzia główny: Geoffrey Barcelo Sędziowie liniowi: Ivan Nedeljković Gašper Jaka Zganc |

| 29 kwietnia | Japonia | 2:3 | Rumunia | Lodowa Hala Tondiraba, Tallinn |

| Szczegóły      | Szczegóły                                    | Szczegóły       | Szczegóły                                                    | Szczegóły                                                                              |
| -------------- | -------------------------------------------- | --------------- | ------------------------------------------------------------ | -------------------------------------------------------------------------------------- |
| Godzina: 12:00 | Y. Nakayashiki (EQ) 13:16 K. Sato (EQ) 17:59 | (2:0, 0:2, 0:1) | 33:15 (PP) T. Reszegh 34:04 (EQ) G. Biro 56:37 (EQ) A. Sallo | Widzów: 240 Sędzia główny: Miklós Haszonits Sędziowie liniowi: Jonas Merten Tivo Tilku |
| Godzina: 12:00 | 2 min. kar                                   |                 | 6 min. kar                                                   | Widzów: 240 Sędzia główny: Miklós Haszonits Sędziowie liniowi: Jonas Merten Tivo Tilku |

| 29 kwietnia | Polska | 7:3 | Ukraina | Lodowa Hala Tondiraba, Tallinn |

| Szczegóły      | Szczegóły | Szczegóły       | Szczegóły                                                          | Szczegóły                                                                                         |
| -------------- | --- | --------------- | ------------------------------------------------------------------ | ------------------------------------------------------------------------------------------------- |
| Godzina: 15:30 | D. Kapica (EQ) 15:56 D. Kapica (EQ) 19:02 A. Domogała (EQ) 22:39 D. Kapica (EQ) 24:00 D. Kapica (EQ) 27:07 F. Komorski (EQ) 27:32 D. Kapica (EQ) 41:06 | (2:1, 4:1, 1:1) | 17:53 (EQ) W. Tołstuszko 26:26 (EQ) W. Lalka 48:56 (PP) S. Babyneć | Widzów: 679 Sędzia główny: Kristijan Nikolić Sędziowie liniowi: David Nothegger Gašper Jaka Zganc |
| Godzina: 15:30 | 6 min. kar |                 | 10 min. kar                                                        | Widzów: 679 Sędzia główny: Kristijan Nikolić Sędziowie liniowi: David Nothegger Gašper Jaka Zganc |

| 29 kwietnia | Estonia | 4:1 | Holandia | Lodowa Hala Tondiraba, Tallinn |

| Szczegóły      | Szczegóły                                                                            | Szczegóły       | Szczegóły                | Szczegóły                                                                                     |
| -------------- | ------------------------------------------------------------------------------------ | --------------- | ------------------------ | --------------------------------------------------------------------------------------------- |
| Godzina: 19:00 | A. Sibirtsev (EQ) 04:10 C. Usov (EQ) 20:50 J. Sorokin (EQ) 30:30 R. Rooba (PP) 46:20 | (1:0, 2:1, 1:0) | 20:11 (EQ) J. Oosterveld | Widzów: 1952 Sędzia główny: Mads Frandsen Sędziowie liniowi: Ivan Nedeljković Jewgienij Judin |
| Godzina: 19:00 | 6 min. kar                                                                           |                 | 12 min. kar              | Widzów: 1952 Sędzia główny: Mads Frandsen Sędziowie liniowi: Ivan Nedeljković Jewgienij Judin |

| 1 maja | Holandia | 1:8 | Ukraina | Lodowa Hala Tondiraba, Tallinn |

| Szczegóły      | Szczegóły           | Szczegóły       | Szczegóły | Szczegóły                                                                                 |
| -------------- | ------------------- | --------------- | --- | ----------------------------------------------------------------------------------------- |
| Godzina: 12:00 | S. Mason (PP) 27:23 | (0:1, 1:4, 0:3) | 19:33 (EQ) A. Michnow 32:40 (EQ) D. Skrypec 32:51 (EQ) I. Mereżko 33:25 (EQ) W. Lalka 36:00 (EQ) W. Mazur 44:34 (PP) A. Michnow 49:49 (PP) W. Lalka 58:49 (PP) W. Lalka | Widzów: 398 Sędzia główny: Miklós Haszonits Sędziowie liniowi: Jake Davis Jewgienij Judin |
| Godzina: 12:00 | 8 min. kar          |                 | 2 min. kar | Widzów: 398 Sędzia główny: Miklós Haszonits Sędziowie liniowi: Jake Davis Jewgienij Judin |

| 1 maja | Japonia | 5:2 | Estonia | Lodowa Hala Tondiraba, Tallinn |

| Szczegóły      | Szczegóły                                                                                                 | Szczegóły       | Szczegóły                  | Szczegóły                                                                                      |
| -------------- | --- | --------------- | -------------------------- | ---------------------------------------------------------------------------------------------- |
| Godzina: 15:30 | K. Izamoto (PP) 00:44 R. Hashiba (PP) 08:05 Y. Hirano (PP2) 16:34 K. Yamada (EQ) 18:22 K. Sato (EQ) 54:46 | (4:1, 0:0, 1:1) | 03:37 (EQ) E. Slessarevski | Widzów: 2235 Sędzia główny: Geoffrey Barcelo Sędziowie liniowi: Jonas Merten Gašper Jaka Zganc |
| Godzina: 15:30 | 8 min. kar                                                                                                |                 | 14 min. kar                | Widzów: 2235 Sędzia główny: Geoffrey Barcelo Sędziowie liniowi: Jonas Merten Gašper Jaka Zganc |

| 1 maja | Polska | 2:3 pd. | Rumunia | Lodowa Hala Tondiraba, Tallinn |

| Szczegóły      | Szczegóły                                     | Szczegóły            | Szczegóły                                                            | Szczegóły                                                                               |
| -------------- | --------------------------------------------- | -------------------- | -------------------------------------------------------------------- | --------------------------------------------------------------------------------------- |
| Godzina: 19:00 | D. Kapica (EQ) 51:56 K. Dziubiński (EA) 59:37 | (0:1, 0:0, 2:1, 0:1) | 08:37 (EQ) S. Rokaly 53:25 (EQ) A. Butocznow 64:07 (PP) P. Borysenko | Widzów: 387 Sędzia główny: Mads Frandsen Sędziowie liniowi: David Nothegger Toivo Tilku |
| Godzina: 19:00 | 6 min. kar                                    |                      | 8 min. kar                                                           | Widzów: 387 Sędzia główny: Mads Frandsen Sędziowie liniowi: David Nothegger Toivo Tilku |

| 2 maja | Japonia | 2:3 | Holandia | Lodowa Hala Tondiraba, Tallinn |

| Szczegóły      | Szczegóły                                     | Szczegóły       | Szczegóły                                                            | Szczegóły                                                                                       |
| -------------- | --------------------------------------------- | --------------- | -------------------------------------------------------------------- | ----------------------------------------------------------------------------------------------- |
| Godzina: 12:00 | H. Terao (EQ) 54:12 Y. Nakayashiki (EA) 59:28 | (0:1, 0:1, 2:1) | 09:27 (PP) R. De Hondt 31:02 (SH) G. Vogeelar 58:28 (EN) D. Stempher | Widzów: 238 Sędzia główny: Miklós Haszonits Sędziowie liniowi: Ivan Nedeljković David Nothegger |
| Godzina: 12:00 | 8 min. kar                                    |                 | 8 min. kar                                                           | Widzów: 238 Sędzia główny: Miklós Haszonits Sędziowie liniowi: Ivan Nedeljković David Nothegger |

| 2 maja | Ukraina | 1:5 | Rumunia | Lodowa Hala Tondiraba, Tallinn |

| Szczegóły      | Szczegóły             | Szczegóły       | Szczegóły | Szczegóły                                                                                   |
| -------------- | --------------------- | --------------- | --- | ------------------------------------------------------------------------------------------- |
| Godzina: 15:30 | S. Babyneć (EQ) 37:18 | (0:2, 1:1, 0:2) | 03:52 (PP) P. Balázs 19:50 (PP) G. Bíró 39:21 (EQ) M. Constantin 47:39 (EQ) A. Butocznow 57:28 (PS) S. Rockaly | Widzów: 450 Sędzia główny: Kristijan Nikolic Sędziowie liniowi: Toivo Tilku Jewgienij Judin |
| Godzina: 15:30 | 6 min. kar            |                 | 6 min. kar | Widzów: 450 Sędzia główny: Kristijan Nikolic Sędziowie liniowi: Toivo Tilku Jewgienij Judin |

| 2 maja | Estonia | 2:3 | Polska | Lodowa Hala Tondiraba, Tallinn |

| Szczegóły      | Szczegóły                                | Szczegóły       | Szczegóły                                                            | Szczegóły                                                                               |
| -------------- | ---------------------------------------- | --------------- | -------------------------------------------------------------------- | --------------------------------------------------------------------------------------- |
| Godzina: 19:00 | A. Makrov (PP) 50:13 R. Rooba (EQ) 52:52 | (0:1, 0:0, 2:2) | 14:57 (EQ) F. Komorski 45:44 (EQ) F. Komorski 47:29 (EQ) B. Neupauer | Widzów: 2150 Sędzia główny: Geoffrey Barcelo Sędziowie liniowi: Jake Davis Gašper Zganc |
| Godzina: 19:00 | 8 min. kar                               |                 | 16 min. kar                                                          | Widzów: 2150 Sędzia główny: Geoffrey Barcelo Sędziowie liniowi: Jake Davis Gašper Zganc |

| 4 maja | Rumunia | 3:1 | Holandia | Lodowa Hala Tondiraba, Tallinn |

| Szczegóły      | Szczegóły                                                  | Szczegóły       | Szczegóły          | Szczegóły                                                                                    |
| -------------- | ---------------------------------------------------------- | --------------- | ------------------ | -------------------------------------------------------------------------------------------- |
| Godzina: 12:00 | G. Bíró (PP) 03:58 A. Góga (PP) 20:46 P. Balázs (EN) 58:16 | (1:0, 1:1, 1:0) | 37:26 (EQ) L. Boer | Widzów: 431 Sędzia główny: Geoffrey Barcelo Sędziowie liniowi: Jonas Merten Ivan Nedeljković |
| Godzina: 12:00 | 10 min. kar                                                |                 | 22 min. kar        | Widzów: 431 Sędzia główny: Geoffrey Barcelo Sędziowie liniowi: Jonas Merten Ivan Nedeljković |

| 4 maja | Polska | 7:4 | Japonia | Lodowa Hala Tondiraba, Tallinn |

| Szczegóły      | Szczegóły | Szczegóły       | Szczegóły                                                                                      | Szczegóły                                                                                  |
| -------------- | --- | --------------- | ---------------------------------------------------------------------------------------------- | ------------------------------------------------------------------------------------------ |
| Godzina: 15:30 | S. Marzec (EQ) 05:07 K. Dziubiński (EQ) 22:55 M. Gościński (EQ) 23:13 K. Dziubiński (EQ) 29:07 B. Jeziorski (EQ) 38:21 M. Bryk (PP) 52:00 F. Komorski (EQ) 59:30 | (1:1, 4:0, 2:3) | 07:10 (PP) Y. Terao 42:48 (SH) Y. Nakayashiki 52:54 (EQ) K. Shinohara 59:58 (EQ Y. Nakayashiki | Widzów: 842 Sędzia główny: Kristijan Nikolic Sędziowie liniowi: Jake Davis Jewgienij Judin |
| Godzina: 15:30 | 10 min. kar |                 | 8 min. kar                                                                                     | Widzów: 842 Sędzia główny: Kristijan Nikolic Sędziowie liniowi: Jake Davis Jewgienij Judin |

| 4 maja | Estonia | 4:3 pd. | Ukraina | Lodowa Hala Tondiraba, Tallinn |

| Szczegóły      | Szczegóły                                                                             | Szczegóły            | Szczegóły                                                       | Szczegóły                                                                                 |
| -------------- | ------------------------------------------------------------------------------------- | -------------------- | --------------------------------------------------------------- | ----------------------------------------------------------------------------------------- |
| Godzina: 19:00 | A. Petrov (EQ) 03:51 M. Vitanen (EQ) 39:24 R. Andrejev (EQ) 50:54 R. Rooba (PP) 61:22 | (1:3, 1:0, 1:0, 1:0) | 01:35 (EQ) I. Mereżko 01:55 (EQ) W. Lalka 14:59 (PP) S. Babyneć | Widzów: 3927 Sędzia główny: Mads Frandsen Sędziowie liniowi: David Nothegger Gašper Zganc |
| Godzina: 19:00 | 2 min. kar                                                                            |                      | 18 min. kar                                                     | Widzów: 3927 Sędzia główny: Mads Frandsen Sędziowie liniowi: David Nothegger Gašper Zganc |

Tabela
| Lp. | Zespół   | M | Pkt | Z | Zd | Pd | P | G+ | G- | +/− |
| --- | -------- | - | --- | - | -- | -- | - | -- | -- | --- |
| 1   | Rumunia  | 5 | 13  | 3 | 2  | 0  | 0 | 18 | 9  | +9  |
| 2   | Polska   | 5 | 13  | 4 | 0  | 1  | 0 | 27 | 13 | +14 |
| 3   | Japonia  | 5 | 6   | 2 | 0  | 0  | 3 | 16 | 17 | -1  |
| 4   | Estonia  | 5 | 6   | 1 | 1  | 1  | 2 | 15 | 16 | -1  |
| 5   | Ukraina  | 5 | 4   | 1 | 0  | 1  | 3 | 17 | 20 | -3  |
| 6   | Holandia | 5 | 3   | 1 | 0  | 0  | 4 | 7  | 25 | -18 |

    = awans do I dywizji grupy A     = utrzymanie w I dywizji grupy B     = spadek do II dywizji grupy A
Statystyki indywidualne
- Klasyfikacja strzelców:  Damian Kapica: 6 goli[11]
- Klasyfikacja asystentów:  Marcin Kolusz: 6 asyst[12]
- Klasyfikacja kanadyjska:  Damian Kapica: 10 punktów[13]
- Klasyfikacja kanadyjska obrońców:  Pawło Borysenko: 6 punktów[14]
- Klasyfikacja +/−:  Damian Kapica: +11[15]
- Klasyfikacja skuteczności interwencji bramkarzy:  Zoltán Tőke: 94,34%[16]
- Klasyfikacja średniej goli straconych na mecz bramkarzy:  Zoltán Tőke: 1,45
- Klasyfikacja minut kar:  Yūshirō Hirano: 18 minut[17]

Nagrody indywidualne
Dyrektoriat turnieju wybrał trójkę najlepszych zawodników, po jednym na każdej pozycji:
- Bramkarz:  Patrik Polc
- Obrońca:  Pawło Borysenko
- Napastnik:  Patryk Wronka